# Bahnhof Nowosibirsk-Glawny
Der Hauptbahnhof Nowosibirsk (russisch Новосибирск-Главный, Nowosibirsk-Glawny) ist ein wichtiger Eisenbahnknotenpunkt in der gleichnamigen westsibirischen Millionenstadt im Süden Russlands. Er wurde 1893 im Rahmen der Errichtung der Transsibirischen Eisenbahn eröffnet.

## Geschichte

### Eröffnung und erstes Gebäude
Der Bau der Bahnstation Ob – so der damalige Name von Nowosibirsk – am rechten Ufer des gleichnamigen Flusses begann im Oktober 1893. Die offizielle Eröffnung erfolgte mit einer Sonderfahrt zur Bahnstation Bolotnaja am 1. Dezember 1894. Das Bahnhofsgebäude wurde 1906 und 1904 um jeweils ein zweistöckiges Nebenhaus erweitert. Die Station firmierte ab 1909 unter dem Namen Nowonikolajewsk, ehe diese 1926 ihren heutigen Namen erhielt.

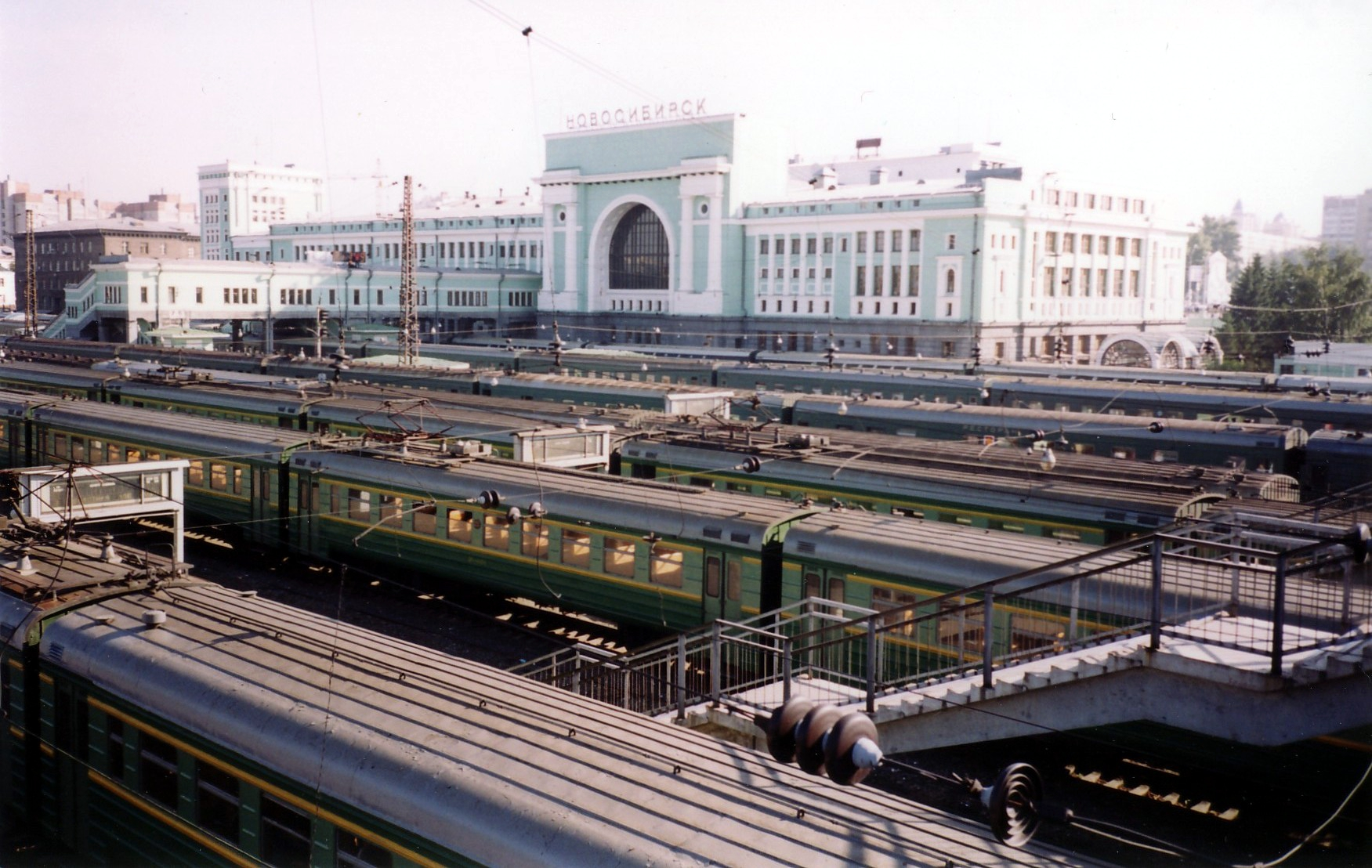
Blick auf das Bahnhofsgelände

### Neubau im Stil des Konstruktivismus
1929 veranstaltete die Moskauer Architektur-Gesellschaft im Auftrag der Eisenbahnverwaltung Omsk einen Designwettbewerb zum Neubau des Bahnhofgebäudes. Das markante Gebäude sollte im Stil des Konstruktivismus neu errichtet werden. In Abstimmung mit einer städtischen Kommission, der Kiewer Gipotrains und mehrere Architekten wurde die Planungsphase 1931 abgeschlossen. Die imposante Bogenstruktur der zentralen Halle entwarf der Ingenieur Nikolai Nikitin. Der Betrieb des neuen Bahnhofs wurde am 25. Januar 1939 von einer staatlichen Kommission genehmigt.

### Entwicklung in den letzten Jahren
Im Jahre 2005 wurde südlich des Hauptempfangsgebäudes ein S-Bahnhof eröffnet. Der Zugang erfolgt über den Bahnhofsvorplatz, die Schamschurin-Straße und den U-Bahnhof Ploschtschad Garina-Michailowskowo der Metro Nowosibirsk. Seit 2011 kann dieser auch mittels einer Brücke über die Eisenbahn und die Wladimiroskaja-Straße erreicht werden.

## Anbindung

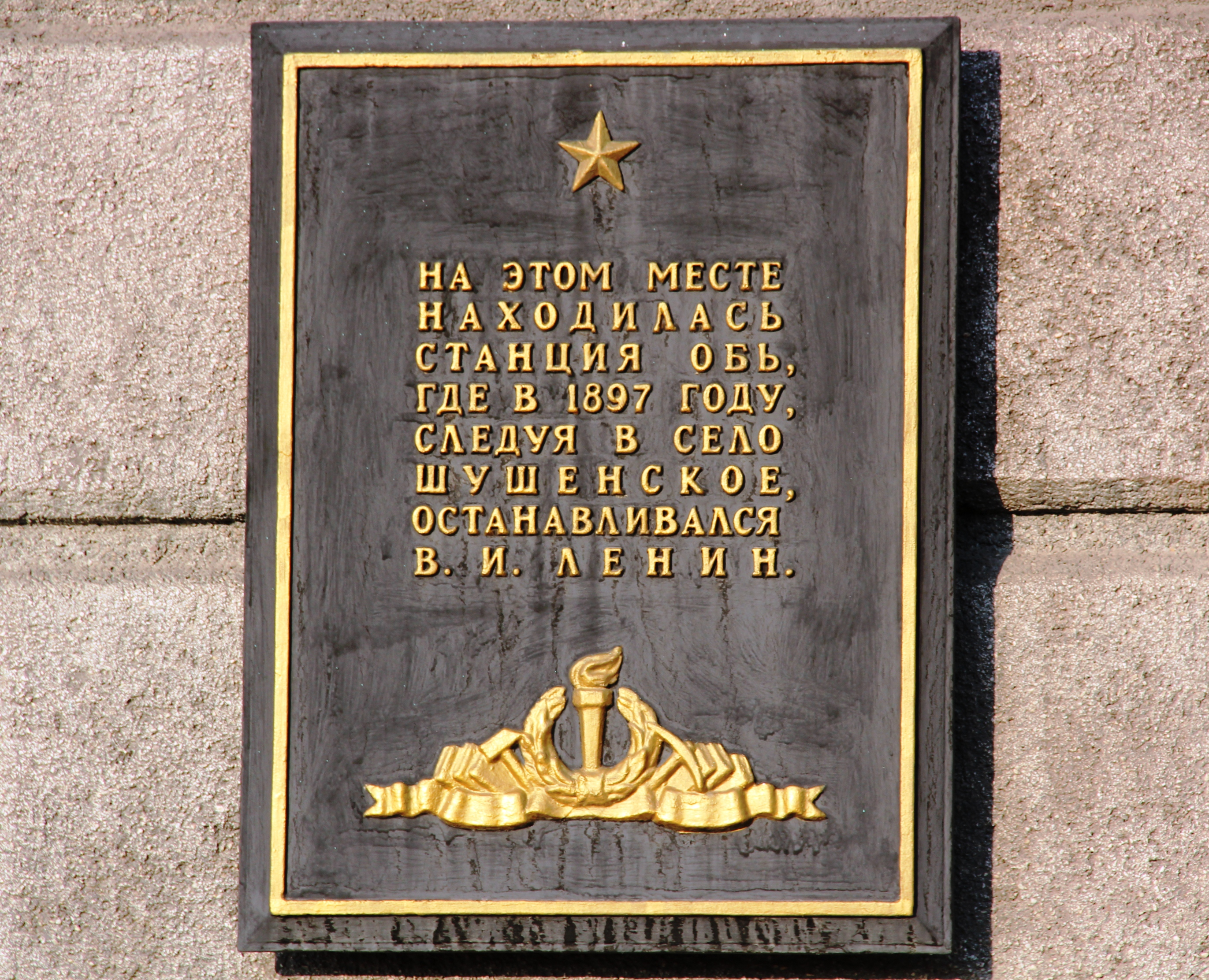
Schild zu Lenins Besuch

### Fernverkehr
Bis Ende 2013 wurde wöchentlich eine Direktverbindung mit Kurswagen zwischen Nowosibirsk und Berlin Zoologischer Garten angeboten. Die rund 5000 Kilometer lange Strecke galt als eine der längsten Zugverbindungen Europas. Im Juni 2014 hielten folgende Fernzüge im Nowosibirsker Hauptbahnhof:
| Zug      | Name        | Laufweg                        |
| -------- | ----------- | ------------------------------ |
| 1/2      | Rossija     | Wladiwostok – Moskau           |
| 3/4      |             | Peking – Ulan Bator – Moskau   |
| 5/6      |             | Ulan Bator – Moskau            |
| 7/8      |             | Nowosibirsk – Wladiwostok      |
| 11/12    |             | Tschita – Tscheljabinsk        |
| 13/14    | Nowokusnezk | Sankt Petersburg – Nowokusnezk |
| 19/20    | Wostok      | Peking – Tschita – Moskau      |
| 29/30    | Kusbass     | Kemerowo – Moskau              |
| 37/38    | Tomitsch    | Tomsk – Moskau                 |
| 43/44    |             | Chabarowsk – Moskau            |
| 55/56    | Jennisei    | Krasnojarsk – Moskau           |
| 57/58    |             | Irkutsk – Kislowodsk           |
| 59/60    |             | Nowokusnezk – Kislowodsk       |
| 63/64    |             | Nowosibirsk – Minsk            |
| 67/68    |             | Abakan – Moskau                |
| 69/70    |             | Tschita – Moskau               |
| 75/76    |             | Nerjungri – Moskau             |
| 77/78    |             | Nerjungri – Nowosibirsk        |
| 79/80    |             | Blagoweschtschensk – Moskau    |
| 81/82    |             | Ulan-Ude – Moskau              |
| 85/86    | Krasny Jar  | Krasnojarsk – Nowosibirsk      |
| 87/88    | Irtysch     | Nowosibirsk – Omsk             |
| 91/92    |             | Sewerobaikalsk – Moskau        |
| 97/98    |             | Tynda – Kislowodosk            |
| 99/100   |             | Wladiwostok – Moskau           |
| 103/104  |             | Nowosibirsk – Brest            |
| 113/114  |             | Nowosibirsk – Brest            |
| 117/118  |             | Nowokusnezk – Moskau           |
| 123/124  |             | Nowosibirsk – Belgrad          |
| 125/126  | Ob          | Nowosibirsk – Nowy Urengoi     |
| 127/128  |             | Krasnojarsk – Adler            |
| 129/130  |             | Krasnojarsk – Anapa            |
| 133/134  |             | Wladiwostok – Penza            |
| 137/138  |             | Krasnojarsk – Moskau           |
| 139/140  |             | Nowosibirsk – Adler            |
| 143/144  |             | Wladiwostok – Penza            |
| 205/206* |             | Irkutsk – Adler                |
| 215/216* |             | Nowosibirsk – Wolgograd        |
| 229/230* |             | Sewerobaikalsk – Adler         |
| 235/236* |             | Tynda – Anapa                  |
| 241/242* |             | Irkutsk – Adler                |
| 243/244* |             | Nowokusnezk – Anapa            |
| 249/250* |             | Nowokusnezk – Adler            |
| 253/254* |             | Nowosibirsk – Melitopol        |
| 255/256* |             | Nowosibirsk – Anapa            |
| 269/270* |             | Blagoweschtschensk – Adler     |
| 273/274* |             | Sewerobaikalsk – Adler         |
| 301/302  |             | Nowosibirsk – Almaty           |
| 325/326  |             | Nowosibirsk – Almaty           |
| 369/370  |             | Nowosibirsk – Taschkent        |
| 389/390  |             | Nowosibirsk – Barnaul          |
| 391/392  |             | Tomsk – Leningorsk             |
| 399/400  |             | Tomsk – Anapa                  |
| 601/602  |             | Nowosibirsk – Bijsk            |
| 603/604  |             | Nowosibirsk – Slawgorod        |
| 605/606  |             | Nowokusnezk – Nowosibirsk      |
| 627/628  |             | Nowosibirsk – Kulunda          |

Die mit einem Sternchen gekennzeichneten Züge verkehren nur in den Sommermonaten.

### Regionalverkehr
Neben Expresszügen nach Omsk und Nowokusnezk verkehren mehrere Regionalbahnen in die Vororte, wie beispielsweise Berdsk, Scherebzow, Iskitim oder Toguchin.